# (90806) Rudaki
(90806) Rudaki ist ein im inneren Hauptgürtel gelegener Asteroid. Er wurde vom italienischen Amateurastronomen Vincenzo Silvano Casulli am 4. Januar 1995 am Observatorium im Ortsteil Vallemare (IAU-Code A55) der Gemeinde Borbona in der Provinz Rieti entdeckt. Sichtungen des Asteroiden hatte es vorher schon am 12. und 13. Januar 1977 unter der vorläufigen Bezeichnung 1977 AZ2 am Palomar-Observatorium in Kalifornien gegeben.
Der mittlere Durchmesser von (90806) Rudaki wurde mithilfe des Wide-Field Infrared Survey Explorers (WISE) grob mit 2,443 (±0,443) km berechnet, die Albedo ebenfalls grob mit 0,202 (±0,082).
Mittlere Sonnenentfernung (große Halbachse), Exzentrizität und Neigung der Bahnebene des Asteroiden entsprechen grob der Phocaea-Familie, einer Gruppe von Asteroiden, die nach (25) Phocaea benannt ist. Die Sonnenumlaufbahn von (90806) Rudaki ist mit mehr als 20° stark gegenüber der Ekliptik des Sonnensystems geneigt, was charakteristisch für Phocaea-Asteroiden ist.
Der Asteroid wurde am 5. Oktober 2017 nach dem persischen Dichter Rudaki benannt. Rudaki gilt als Vater der neupersischen Poesie. Nach Rudaki war schon 1976 ein Einschlagkrater auf der südlichen Hemisphäre des Planeten Merkur benannt worden: Merkurkrater Rūdaki.